# 豪厄爾 (密歇根州)
豪厄爾（英語：Howell）是一個位於美國密歇根州利文斯頓縣的城市。根據2010年美國人口普查，該地共人口9489人，而該地的面積約為13.45平方千米。同時該地也是利文斯頓縣的縣治。

## 地理
豪厄爾的座標為42°36′35″N 83°55′58″W / 42.60972°N 83.93278°W，而該地的平均海拔高度為285米（即935英尺）。